# Liriomyza ptarmicae
Liriomyza ptarmicae är en tvåvingeart som beskrevs av Meijere 1925. Liriomyza ptarmicae ingår i släktet Liriomyza och familjen minerarflugor. Arten har ej påträffats i Sverige. Inga underarter finns listade i Catalogue of Life.